# Базиле (Катанцаро)
Базиле је насеље у Италији у округу Катанцаро, региону Калабрија.
Према процени из 2011. у насељу је живело 27 становника. Насеље се налази на надморској висини од 69 м.